# 김오자
김오자는 부산대 73학번 재일교포 유학생이다. 1970년대 박정희 정권 시절 김기춘이 조작을 주도한‘재일동포 학원침투 북괴간첩단' 사건의 주범으로 몰려 고문을 받고 수감생활을 했다. 2019년 8월 재심에서 무죄가 확정됐다.

## 생애
재일교포유학생 간첩 조작 사건은 1975년 11월 서울대학교, 고려대학교, 부산대학교 등에 재학 중이던 16명의 학생이 간첩 혐의로 기소된 사건이다.
1975년 부산대학교에 재학 중이던 재일 교포 유학생 간첩단 조작 사건 관련자인 김오자 씨가 재심을 통해 43년 만에 무죄를 선고받았다.
재일동포인 김씨는 부산대에서 유학을 하던 1975년 11월 김기춘 당시 부장이 기획한 것으로 알려진 '재일동포 학원침투 북괴간첩단' 사건의 주범으로 체포됐다.
김기춘 부장은 '북괴의 지령으로 유학생을 가장해 국내에 잠입한 북괴 간첩일당'이라며 재일동포 13명을 포함해 대학생 21명을 검거했다. 중앙정보부와 보안사 등이 정권유지를 위해 조작해낸 간첩사건은 특히 재일교포유학생들이 집중 타깃이 되었다.
서울고법 형사2부(차문호 부장판사)는 2019년 8월 22일 김씨의 반공법 위반 등 사건 재심에서 무죄를 선고했다.
재일교포 유학생으로 부산대 73학번인 김씨는 1975년 간첩으로 몰려 중앙정보부로 연행됐다. 그는 이듬해 조총련의 지시를 받고 국가 기밀을 탐지하고 주변 사람들을 포섭했다는 등의 혐의로 기소돼 1심에서 사형을, 2심에서 무기징역을 선고받았다. 이후 가석방될 때까지 9년간 수형 생활을 했다.
재판부는 "뒤늦게 재조사한 결과 피고인이 영장 없이 연행돼 1개월간 불법 구금된 상태로 수사를 받았고, 폭행과 협박 등을 받으며 자백을 강요당한 여러 사정이 드러났다"며 "당시 함께 기소돼 유죄 판결을 받은 이들도 마찬가지 일을 당했다"고 설명했다.
이어 "당시 피고인이 수사기관과 법정에서 한 자백 진술 등은 위법한 구금상태에서 폭행·협박으로 이뤄진 것으로 봐 증거능력이 없다고 판단했다"며 "유죄를 인정할 근거가 없다"고 무죄를 선고했다.
재판부는 "당시 피고인이 상당 기간 불법 구금됐고, 그 과정에서 정신적·신체적 고통을 입은 점에 대해 우리 법원도 대단히 안타깝게 생각한다"며 "피고인이 지금 우리 민주주의를 신봉하는 훌륭한 시민이라는 점을 봐도, 그런 가혹행위를 한 것에 대해 정말 많이 반성해야 하는 부분이라 판단한다"고 밝혔다.